# راي ستيفنز (لاعب كرة قاعدة)
راي ستيفنز (بالإنجليزية: Ray Stephens)‏ هو لاعب كرة قاعدة أمريكي، ولد في 22 سبتمبر 1962 في هيوستن في الولايات المتحدة.

## وصلات خارجية
- راي ستيفنز على موقعبيزبول رفرنس.كوم (الدوري الرئيسي) (الإنجليزية)
- راي ستيفنز على موقعبيزبول رفرنس.كوم (الدوري الثانوي) (الإنجليزية)